# Marcel Bezençon
Marcel Bezençon (Orbe, 1 de mayo de 1907-Lausana, 17 de febrero de 1981) fue un periodista y empresario suizo, que se desempeñó como presidente de la Unión Europea de Radiodifusión (UER). Es considerado el padre del Festival de Eurovisión.

## Biografía
Se licenció en Historia del Arte por la Universidad de Lausana en 1932 y trabajó como crítico de arte y teatro. Entre 1932 y 1939 fue editor del periódico Feuille d'Avis de Lausanne. Fue director de Radio Suisse Romande (RSR) entre 1939 y 1950, y entre 1950 y 1972 fue director general de la SSR. Fue protagonista de la introducción de la televisión en Suiza y pionero en programas radiofónicos que combinaban la prosa y la música.
Desde 1954 hasta 1969, ocupó el cargo de Presidente de la Comisión del Programa de la UER. En 1955 dio origen al Festival de la Canción de Eurovisión, basándose en el Festival de la Canción de San Remo que se realiza en Italia; por ello, es considerado el padre del concurso, aunque fuentes oficiales establecen que su creador habría sido el cómico británico Michael Bremman. La premiación Rose d'Or (iniciada en 1961) también es atribuida a Bezençon.

## Legado
Desde 2002 se entrega un premio con su nombre —los Premios Marcel Bezençon— a la mejor actuación del Festival de Eurovisión, en las categorías de mejor canción, mejor interpretación en escena y mejor compositor, galardón otorgado de manera independiente al ganador de la edición.